# Stefano Bizzarri
Stefano Bizzarri (* 30. März 1990 in Seattle, Vereinigte Staaten) ist ein italienischer Rennfahrer.

## Karriere
Bizzarri begann seine Motorsportkarriere im Kartsport, in dem er von 2003 bis 2006 aktiv war. Unter anderem wurde er 2006 italienischer ICA-Vizemeister. 2007 wechselte er in den Formelsport und trat in der italienischen Formel Renault an. Nachdem er in seiner ersten Saison ohne Punkte geblieben war, wechselte er zu RP Motorsport und wurde Elfter der Wintermeisterschaft der italienischen Formel Renault. 2008 blieb er bei RP Motorsport und bestritt keine komplette Saison in einer Serie. Er bestritt 8 von 17 Rennen in der spanischen Formel-3-Meisterschaft, in der er ohne Punkt blieb, und 10 von 14 Rennen in der italienischen Formel Renault, in der er den 24. Gesamtrang belegte. 2009 trat er nur in der European F3 Open, der Nachfolgeserie der spanischen Formel 3, für RP Motorsport an. Mit einem Sieg belegte er den dritten Platz in der Meisterschaft. Chancen auf den Titel hatte er jedoch nicht, da er deutlichen Rückstand auf die Meisterschaftsführenden hatte.
2010 wechselte Bizzarri in die Auto GP, in der er erneut für RP Motorsport antrat. Am Saisonende belegte er punktelos den 24. Gesamtrang. Außerdem nahm er für RP Motorsport an zwei Rennwochenenden der italienischen Formel-3-Meisterschaft teil. 2011 wechselte Bizzarri in den GT-Sport in die International GT Open. Er wurde 16. in der Fahrerwertung. Außerdem kehrte er für ein Rennwochenende in die Auto GP zurück.

## Karrierestationen
| - 2003–2006: Kartsport - 2007: Italienische Formel Renault - 2007: Italienische Formel Renault, Winterserie (Platz 11) - 2008: Italienische Formel Renault (Platz 24) | - 2008: Spanische Formel 3 - 2009: European F3 Open (Platz 3) - 2010: Auto GP (Platz 24) - 2010: Italienische Formel 3 | - 2011: International GT Open (Platz 16) - 2011: Auto GP |